# Plamenny
Plamenny (Russisch: Пламенный; "heet, vurig") is een voormalige mijnwerkersnederzetting in het binnenland van de Russische autonome okroeg Tsjoekotka. Het bevond zich ten zuidwesten van de berg Plamennaja (1035 meter) in het Hoogland van Tsjoekotka, aan het riviertje Goepekymyl (zijriviertje van de Pegtymel) in een gebied zonder enige infrastructuur. Vanuit de plaats loopt een korte weg naar de mijnen in de bergen ten noordwesten. Twee winterwegen lopen dood naar het oosten en het westen.
Plamenny ontstond nadat er in de jaren 1960 cinnaber (een kwiksulfide) was aangetroffen ten noorden van de plaats. In snel tempo werd er daarop een plaats uit de grond gestampt voor 1000 à 1500 mensen met flatgebouwen, een ketelhuis, een vliegveld waar Li-2- en Il-14-toestellen konden landen. Via dit vliegveld moest alles worden aangevoerd. Vanuit Plamenny werd een weg aangelegd de bergen in, naar de meren Verchnoje en Nizjnoje Svetloje (Boven- en Beneden-Svetloje). In 1969 bleek de winning echter niet rendabel en werden de inwoners in korte tijd weer uit de plaats geëvacueerd. Sindsdien zijn de mijnen en plaats verlaten. De hele plaats was daarmee in zekere zin voor niks gesticht.
Wel leven er in de zomer jagers en rendierhouders van de sovchoz Pojarny die hun vee in de buurt laten grazen en er een zendstation onderhouden voor communicatie met Mys Sjmidta. Vanwege de afgelegen ligging is de plaats gevrijwaard gebleven van vandalen.